# Vůl

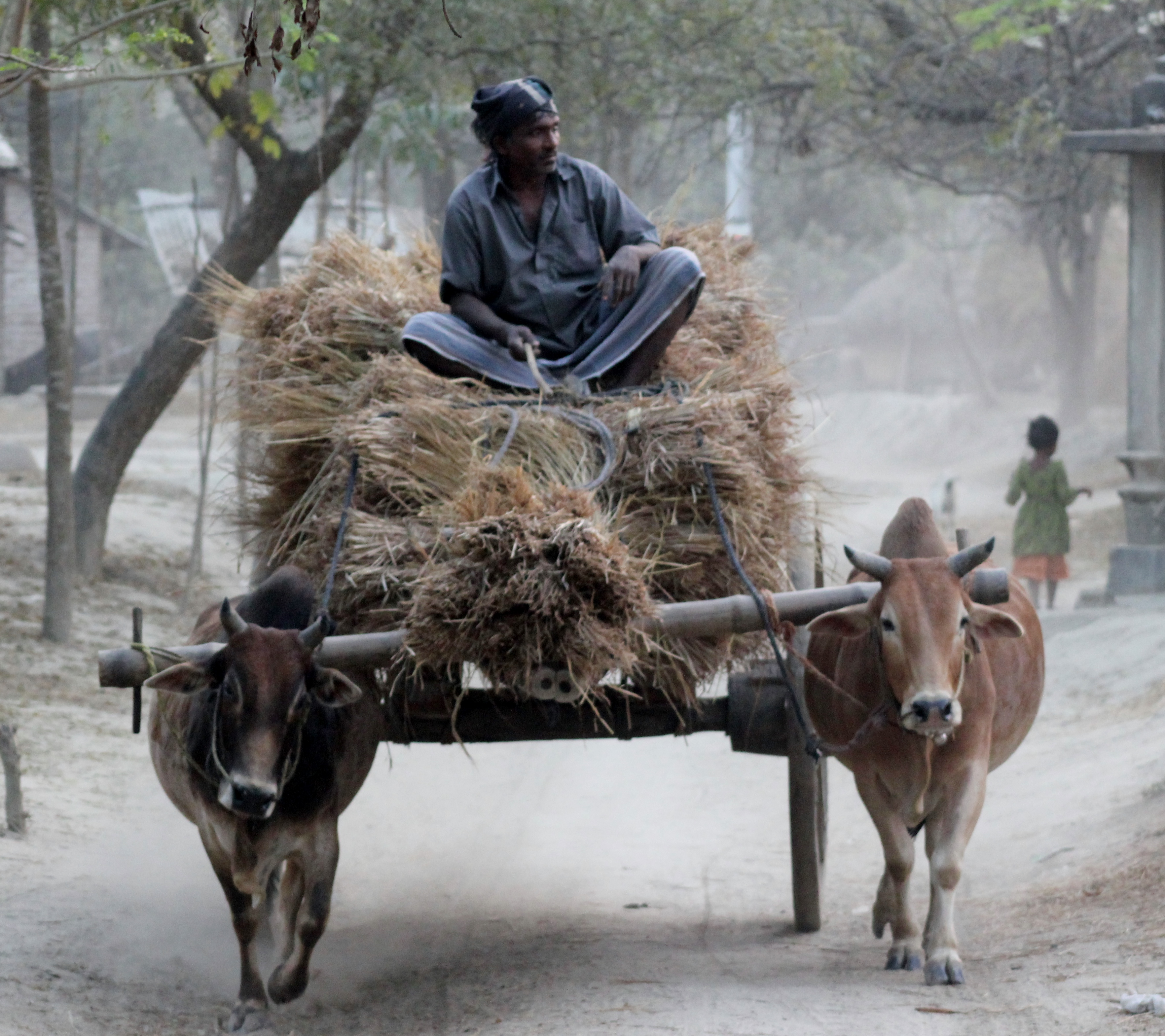
Volský potah v Bangladéši

Vůl je kastrovaný samec tura domácího (lat. Bos primigenius f. taurus). Kastrát je méně agresivní a je robustnější, se světlejším a křehčím masem než nekastrovaný jedinec – býk. Kastrace masných plemen se provádí u telat pokud možno již při narození, aby ztráty hmotnosti způsobené pozdní kastrací byly minimalizovány (kastrovaní jedinci mají v důsledku ztráty produkce testosteronu rychlejší metabolismus dusíku, a tudíž i rychlejší váhové přírůstky).
Význam volů kromě masa je především jako tažné zvíře v méně rozvinutých oblastech a v historii již od neolitu.

## Jiné významy slova

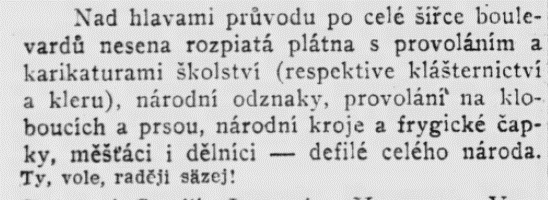
„Ty, vole, raději säzej!“ — humorná hláška v časopise Čas z 20. srpna 1911, kterou tam zjevně zanechal sazeč pro nepozorného korektora

Slovo vůl se v přeneseném významu používá i jako nadávka, zejména při označení pomalu chápajícího nebo hloupého člověka.
Oslovení „vole“ se vyskytuje i v neutrálním, nepejorativním smyslu, často také jako konverzační vsuvka. Již za první republiky toto oslovení zpopularizovali Jiří Voskovec a Jan Werich, kteří se takto navzájem na jevišti šeptem chválili. Jeho užívání je však ještě starší a doklady o něm existují už z 19. století v díle Ignáta Herrmanna. Rozšířilo se po druhé světové válce, kdy nahradilo oslovení „člověče“ či „čéče“.